# Gerald Fishman
Gerald Jay Fishman  (St. Louis, Missouri, 10 de fevereiro de 1943) é um astrofísico estadunidense. É conhecido por suas investigações sobre erupção de raios gama.
Fishman estudou física na Universidade do Missouri em Columbia, com bacharelado em 1965, na Universidade Rice em Houston, com mestrado em 1968, onde obteve um doutorado em ciência espacial em 1969.
Recebeu o Prêmio Bruno Rossi de 1994. Com Enrico Costa recebeu o Prêmio Shaw de 2011, por suas pesquisas sobre erupção de raios gama. Em 1995 tornou-se fellow da American Physical Society.